# Crémant de Bourgogne
Le crémant de Bourgogne est un vin effervescent d'appellation d'origine contrôlée produit dans les départements de l'Yonne, la Côte-d'Or, la Saône-et-Loire et le Rhône. Il s'agit d'une AOC régionale commune à tout le vignoble de Bourgogne et du Beaujolais.

## Histoire
Nuits-Saint-Georges est le berceau du crémant de Bourgogne avec Rully et Tonnerre. Au XIXe siècle, le goût du public pour le vin pétillant se développe rapidement. Le village de Rully, déjà réputé pour ses vins blancs et rouges, va importer le savoir-faire de Champagne en Bourgogne. C'est cependant à Nuits-Saint-Georges que les vins effervescents et mousseux ont été élaborés dès 1819, commercialisation en 1821, sur méthode traditionnelle par la famille Lausseure, obtenant une réputation mondiale avec des comptoirs internationaux.
Fortuné Joseph Petiot-Groffier, créateur de l’ancienne sucrerie de Chalon-sur-Saône et maire de cette même ville, possède des vignobles à Rully. Il prend conscience du potentiel offert par le marché des vins effervescents, et sollicite en 1822 l’aide d’un jeune champenois de 18 ans, François Basile Hubert. Le vin de Rully se révèle bien adapté à la prise de mousse, et dès les premiers tests, le jeune homme obtient un délicieux breuvage effervescent, riche de goût et d’esprit.
Dès 1826, les Frères Petiot le commercialisent sous le nom de « Fleur de Champagne Qualité Supérieure ». Le succès est immédiat, les ventes ne cesseront de progresser…[réf. nécessaire] D’abord associé à la Maison Petiot, François Basile Hubert décide de voler de ses propres ailes. En 1830, il crée à Rully la première maison spécialisée dans l’élaboration de vins effervescents. Il produit d’abord pour les négociants bourguignons, qui vendent sous leur nom, avant de commercialiser ses propres vins. Il s’ouvre très vite à l’exportation, et grâce à d’importants contrats passés avec des armateurs marseillais, on retrouve ses bouteilles sur tous les fronts : qu’il s’agisse de la guerre de Crimée (1853-1856) ou de la guerre de Sécession aux États-Unis (1861-1865), les officiers peuvent oublier quelques instants les horreurs de la guerre et déguster ces fines bulles de la lointaine Bourgogne.[réf. nécessaire]
L'appellation est reconnue officiellement par le décret du 17 octobre 1975 ; le cahier des charges est modifié en novembre 2011, en novembre 2018 et en décembre 2021.

## Étymologie
À l'origine, le mot crémant était employé pour désigner un champagne dont la pression était moitié moindre et qui, par conséquent, présentait une mousse plus légère dite crémeuse. Depuis 1975, le terme crémant est réservé à des vins effervescents d’appellation d’origine contrôlées autres que l'AOC champagne, préparés obligatoirement selon la méthode traditionnelle.
Le crémant de Bourgogne a une pression d'environ six bars.

## Vignoble

### Présentation
Le crémant de Bourgogne se produit et s'élève dans l'Yonne, la Côte-d'Or, la Saône-et-Loire ainsi que le Rhône (le vignoble du Beaujolais faisant partie de la "Grande Bourgogne"). Dans le Châtillonnais, région frontalière avec l'Aube au nord de la Côte-d'Or dont l'encépagement relève de clones champagne, une route touristique lui est spécialement consacrée : la Route du crémant. Son aire d'appellation est la même que les autres appellations régionales que sont le bourgogne, le coteaux-bourguignons, le bourgogne-passe-tout-grains et le bourgogne-mousseux.
Selon le service des Douanes, la superficie revendiquée en 2023 sous l'appellation est de 3 204 hectares, dont 3 174 ha pour produire du blanc et 30 ha pour du rosé.

### Encépagement

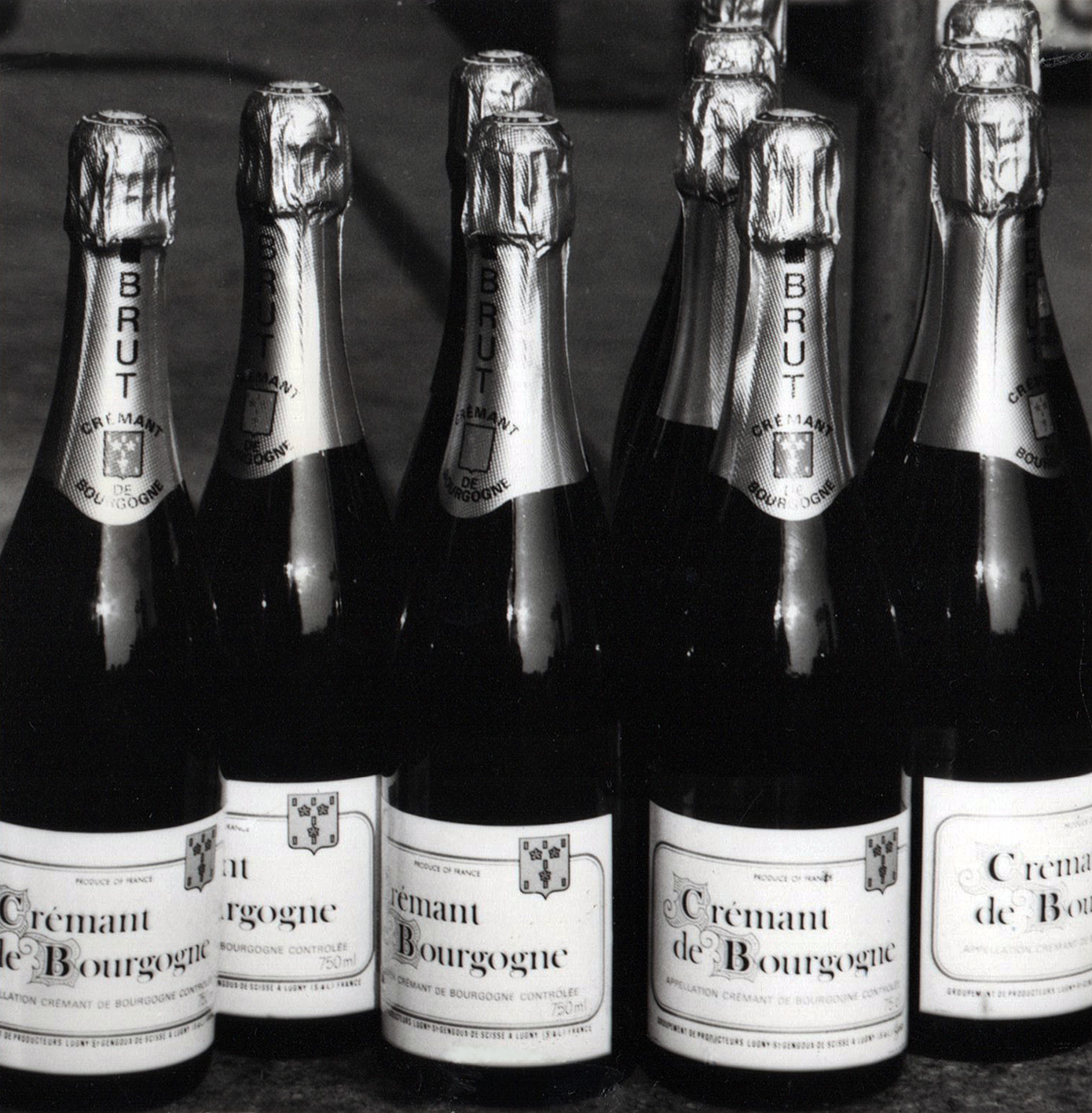
Bouteilles de crémant de Bourgogne aux couleurs du groupement de producteurs Lugny-Saint-Gengoux-de-Scissé (vers 1980, quelques années après l'adoption du décret du 17 octobre 1975 définissant l'appellation d'origine contrôlée « crémant de Bourgogne »).

Selon le cahier des charges, sont autorisés d'une part des cépages blancs que sont l'aligoté B, le chardonnay B, le melon B, le pinot blanc B et le sacy B ; d'autre part des cépages noirs que sont le gamay N, le pinot gris G et le pinot noir N.
Le décret du 17 octobre 1975 classait les cépages à utiliser dans son élaboration en deux catégories :
- cépages de première catégorie : chardonnay, pinot noir, pinot gris, et pinot blanc ;
- cépages de deuxième catégorie : aligoté, gamay noir à jus blanc, melon et sacy. La proportion de gamay à jus blanc est limitée à 20 % au maximum.

Les vins blancs peuvent être produits indifféremment avec l’un ou plusieurs des cépages blancs ou rouges. Les vins rosés peuvent être produits avec l’un ou plusieurs des cépages rouges, avec ou sans cépages blancs. En pratique, ce sont les cépages chardonnay, pinot noir, gamay et aligoté qui interviennent principalement dans l’élaboration des vins de base.
Cépage blanc phare de Bourgogne, prend son nom d’une petite commune du Mâconnais (10 km au sud-ouest de Tournus). Présent dans de nombreux vignobles (en France et à l’étranger) : en Champagne, (champagnes blancs de blancs), en Languedoc (crémant et blanquette de Limoux) et en Alsace, (crémant d'Alsace). Le chardonnay apporte au Crémant de Bourgogne fraîcheur et élégance avec des arômes de pain grillé, de beurre, de brioches et de noisettes, d’agrumes et de fruits blancs[réf. nécessaire].
Cépage des grands vins de Bourgogne. Planté dans de nombreux vignobles septentrionaux du fait de son mûrissement précoce (Alsace, Champagne mais aussi Loire et Jura…). Il apporte au Crémant de Bourgogne corps, vigueur, structure, vinosité et finesse[réf. nécessaire].
Vieux cépage bourguignon portant le nom d’un village, près de Puligny-Montrachet. En Bourgogne, ce cépage se retrouve principalement dans les appellations bourgogne-grand-ordinaire et, en assemblage avec le pinot noir, bourgogne-passe-tout-grains. Il apporte au Crémant de Bourgogne des arômes légers et agréables de petits fruits rouges, de pêche de vigne…[réf. nécessaire]
Cépage essentiellement bourguignon. Autrefois cultivé en coteaux, il est descendu dans les plaines, remplacé par le chardonnay. Son vin, léger et frais, longtemps associé à la crème de cassis pour constituer le fameux kir. Il apporte de la vivacité au Crémant de Bourgogne et des notes citronnées et d’agrumes[réf. nécessaire].

### Méthodes culturales
Les méthodes culturales manuelles dites classiques : taille, tirage des sarments, réparations, pliage des baguettes (dans le cas où les vignes sont taillées en « Guyot simple »), plantation de nouvelles greffes, ébourgeonnage, relevage...
Le travail mécanique avec un enjambeur : broyage des sarments, trou fait à la tarière, labourage ou griffage, désherbage, traitements des vignes, rognages...
Pour avoir l'AOC crémant de Bourgogne, il faut impérativement que les vignes soient vendangées à la main et depuis 2008, les parcelles que le producteur veut travailler en crémant doivent être engagées dès le printemps à ne produire que du crémant.

### Rendements
Le rendement est limité par le cahier des charges de l'appellation à un maximum de 60 à 78 hectolitres par hectare (en fonction de l'écartement entre les rangs). Chaque année, ces rendements maximum peuvent être modifiés à la hausse ou à la baisse par un arrêté du ministère de l'Agriculture, dans la limite des rendements butoirs de l'appellation, fixés de 65 à 90 hl/ha.

## Vins

### Élaboration: méthode traditionnelle

#### Évaluation du raisin
Avant vendanges, il est nécessaire de contrôler la maturité du raisin en mesurant l’équilibre sucres/acides : 
Si le raisin n’est pas assez mûr, le vin sera trop acide, pas assez fruité[réf. nécessaire] ; s’il est trop mûr, le vin sera trop mou aux arômes trop lourds[réf. nécessaire].
- La richesse en sucre du raisin : mesurée en alcool potentiel (16,83 g/l de sucre donnent 1 % d’alcool), doit être comprise entre 9,5 % et 10,5 %[10].
- L’acidité confère un meilleur équilibre en bouche et une effervescence plus élégante. Les raisins servant à l’élaboration du crémant de Bourgogne doivent être plus acides que les raisins récoltés pour les vins tranquilles (vins non effervescents)[réf. nécessaire]. L’acidité se mesure grâce à l’acidité totale (entre 6 et 10 g/l) et au PH (entre 3 et 3,2)[10].

##### Vendanges
La cueillette à la main est obligatoire. Elle permet le tri et l’élimination des raisins verts et pourris. Le transport s’effectue en cagettes percées pour ne pas abîmer les grappes et éviter toute macération avec la peau du raisin.

##### Contrôle à l’arrivée
Les raisins subissent différents contrôles à réception. Le cépage, le poids, le nom du viticulteur, le nom de la parcelle ou du lieu-dit, la date et l’heure d’arrivage sont scrupuleusement enregistrés.

##### Pressurage
Les raisins sont ensuite pressés entiers, tout doucement en évitant les retrousses. La tenue d’un carnet de pressoir est obligatoire. Le pressurage doit être séquentiel et fractionné : le jus du début de pressurage dit cuvée (meilleur car contenant plus de sucres et d’acides) est séparé de ceux de la fin du pressurage appelés tailles (moins acides, plus colorés).
L’extraction est limitée : 150 kg de raisins ne doivent donner que 100 l de vin de base, au-delà de ce coefficient ils sont de mauvaise qualité.

##### Débourbage
Le jus de raisin obtenu, appelé également moût, renferme des bourbes en suspension (terre, débris de rafles et de pellicules, …), qui peuvent entraîner des mauvais goûts et alourdir les arômes fermentaires. Le débourbage permet de diminuer les substances de trouble. Il s’agit d’un processus de clarification spontané : les bourbes se déposent au fond de la cuve en 18 à 24 heures.

#### Vinification et assemblage
La fermentation alcoolique : sucre, alcool, gaz carbonique + levure (contenue naturellement dans le moût)
Les levures consomment le sucre ; le transforment en alcool et dégagent du gaz carbonique. Lorsque tous les sucres sont fermentés, la fermentation alcoolique est terminée.
L’assemblage : 
- Vins de réserve des deux années précédentes
- Cuvée d’assemblage
- Vins de l’année : diverses cuvées de vinification, cuvées ou tailles, différents cépages.

##### La vinification
La vinification débute par la première fermentation alcoolique, qui permet de transformer le moût (ou jus) de raisin en vin.
Le processus est simple : les levures, contenues naturellement dans le moût, « mangent » les sucres, les transforment en alcool et dégagent du gaz carbonique. Cette fermentation se déroule en moyenne en une semaine à une température de 18 à 20 °C. Elle s’arrête lorsque les levures ont consommé tous les sucres fermentescibles. On obtient alors le vin de base.

##### L’assemblage
Le crémant de Bourgogne est un vin d’assemblage : constitué du vin de l’année et de vins mis en réserve les années antérieures. Avant tout assemblage en cuverie, les vins de base sont dégustés un par un et chacun est orienté vers un assemblage spécifique. Puis au cours de ces dégustations, les œnologues vont définir la « recette » de chaque cuvée, révélant ainsi le style de la Maison.

##### Fermentation malolactique
- Elle peut être recherchée à l’issue de la fermentation alcoolique mais n’est pas obligatoire.
- But : désacidification naturelle des vins, assouplissement gustatif et stabilisation microbiologique
- Processus : transformation d’un acide fort (acide malique) en acide faible (acide lactique) par des bactéries contenues naturellement dans le vin.
- Durée : 1 mois

L’élévation du degré alcoolique liée à la prise de mousse (deuxième fermentation en bouteille) nécessite une parfaite stabilité tartrique sans quoi les bouteilles risqueraient de présenter des dépôts cristallins disgracieux (bitartrate de potassium notamment), gênant le remuage et pouvant entraîner des dégazages intempestifs à l’ouverture de la bouteille (on dit que les bouteilles « gerbent »).
Pour stabiliser les vins vis-à-vis du bitartrate de potassium (KHT ou encore crème de tartre), on peut les traiter par le froid. Ce traitement doit intervenir sur les vins assemblés pour ne pas modifier les paramètres du milieu, surtout le pH.
On ensemence les vins avec de la crème de tartre, puis on amène le vin à une température de −4 °C. Les cristaux de bitartrate de potassium se forment, puis le vin est ensuite filtré « sur terre ».
Après les vendanges, le raisin est contrôlé, pressuré, vinifié en cuve inox et assemblé.

#### Tirage
C’est la première étape vers l’effervescence. On mélange au vin de base la liqueur de tirage, composée de sucre (de betterave ou de canne) et des levures, pour provoquer une deuxième fermentation alcoolique en bouteille (prise de mousse). Le vin est ensuite mis dans sa bouteille définitive, fermée par une capsule en fer (capsule couronne).
- La population de levures à ajouter au moment du tirage doit être comprise entre 1,5 et 1,8 million de levures / ml (comptage au microscope) pour transformer tout le sucre dans le milieu inhibiteur qu’est l’alcool (11 % Vol.)[10].
- De la quantité de sucre ajouté lors du tirage dépendra la pression dans la bouteille (en moyenne 22 g/ l pour obtenir une pression en bouteille de 5,5 bars à 12 °C)[10].
- Le choix de la capsule en fer n’est pas anodin car de la nature du joint dépendra sa plus ou moins grande perméabilité aux gaz (CO2 et O2), ce qui influe sur l’évolution du vin.
- Le tirage en bouteille ne peut avoir lieu avant le 1er décembre de l’année qui suit la récolte (Art.10, D. 1975).

Les bouteilles sont remplies du mélange de vin de base et de liqueur de tirage (sucre) et de levures. Enfin, elles sont capsulées puis rangées en cave pour la phase de prise de mousse et de vieillissement.

#### Prise de mousse et vieillissement
La prise de mousse, ou deuxième fermentation alcoolique en bouteilles, est importante car c’est d’elle que dépend la qualité de l’effervescence (finesse des chapelets de bulles, élégance du cordon de mousse). Elle se déroule en bouteilles fermées et couchées (« sur lattes »), afin de faciliter les échanges entre les levures et le vin. Le processus est toujours le même : les levures « mangent » le sucre et dégagent du gaz carbonique qui reste enfermé dans la bouteille. Les bulles sont nées.
Lorsque les levures ont consommé tous les sucres, en 3 à 4 semaines, elles meurent faute de nutriments, ce qui crée alors un dépôt. Puis, lentement, pendant 9 à 24 mois, voire plus, l’élevage du vin sur ses levures donnera alors le goût typé du crémant.
En cours de vieillissement, les bouteilles sont analysées et dégustées afin de valider leur maturation et l’affectation des cuvées.
On contrôle le déroulement de la prise de mousse par mesure de la surpression à l’aide d’un aphromètre.
Profil analytique d’un crémant sur Lattes :
- 11,8° ≤ Alcool ≤ 12,8°
- 4 g/l ≤ Acidité totale ≤ 5 g/l
- 3 ≤ pH ≤ 3,2
- Sucre < 2 g/l
- Acidité volatile < 0,5 g/l
- SO2 (Dioxyde de soufre) libre < 12 mg/l
- 30 mg/l ≤ SO2 total ≤ 60 mg/l
- 5 ≤ surpression ≤ 6 bars
- 12 °C ≤ température ≤ 16 °C

La prise de mousse dure 3 à 4 semaines et les bouteilles doivent rester au minimum 9 mois en cave pour que le goût du crémant apparaisse.

#### Remuage
Les remueurs automatiques reproduisent le geste ancestral des cavistes-remueurs. Ils permettent de ramener la durée de remuage de trois semaines à quelques jours.
Le but de cette opération est d’obtenir un vin limpide et brillant.
Ainsi, en soumettant la bouteille à une série de rotations et d’inclinaisons successives, on rassemble le dépôt dans le col de la bouteille.
Au terme du remuage, les bouteilles se trouvent sur pointe, c'est-à-dire goulot en bas.
En règle générale, la durée de remuage sur les remueurs automatiques n’est que de quelques jours (3 jours).
Au cours de la prise de mousse, deux types de dépôts sont apparus dans la bouteille : le dépôt lourd et le dépôt léger. Le remuage est une opération délicate, qui doit permettre au dépôt lourd de « ramasser » le dépôt léger et de les regrouper dans le goulot de la bouteille.
Toutes les cuvées n’ont pas la même aptitude au remuage, en fonction de la composition intrinsèque du vin de base. Ainsi, suivant leur teneur en macromolécules, de type colloïdal, un programme de remuage adapté doit être mis au point.
Après le vieillissement, les bouteilles sont transférées dans les caisses de remuage automatique. Les rotations successives de la bouteille permettent d’amener le dépôt dans le goulot.

#### Dégorgement
Expulsion du bouchon de glace ; ajout de la liqueur d’expédition (vin + sucre) ; pose du bouchon et du muselet.
Le dégorgement permet d’éliminer le dépôt contenu dans la bouteille.
Les goulots sont plongés dans un liquide réfrigérant à −25 °C. Un glaçon de 3 cm de haut se forme alors à l’intérieur du goulot, emprisonnant ainsi le dépôt de levures. 
Les bouteilles sont ensuite retournées et inclinées à 45° pour passer dans une dégorgeuse qui enlève la capsule. Sous l’effet de la pression, le bouchon de glace et de dépôt est expulsé.
On ajoute alors la liqueur d’expédition (vin + sucre). C’est lors de ce dosage que l’on détermine s’il s’agit d’un crémant de Bourgogne brut ou demi-sec.
Les bouteilles sont ensuite dirigées vers la boucheuse/museleuse : la boucheuse enfonce le bouchon en liège ; la museleuse pose le muselet et impose sa forme définitive au bouchon.
Puis, elles sont lavées et séchées.
Le bain réfrigérant dans lequel sont plongés les goulots des bouteilles se compose de glycol alimentaire.
Du dioxyde de soufre (SO2) est ajouté au vin au même moment que la liqueur d’expédition. En général, tous les vins sont traités à l'aide de dioxyde de soufre pour leur conservation. Il a en effet des propriétés anti-microbiennes et anti-oxydantes, qui permettent de protéger les arômes du vin.
Dosage de la liqueur d’expédition :
- crémant de Bourgogne brut : entre 5 et 15 g/l de sucre[10].
- crémant de Bourgogne sec : entre 17 et 35 g/l de sucre[10].
- crémant de Bourgogne demi-sec : entre 33 et 55 g/l de sucre[10].

Le crémant de Bourgogne fait l’objet de deux dégustations d’agrément sous le contrôle de l’Institut national des appellations d’origine : après l’assemblage des cuvées et après le bouchage définitif et la pose du muselet.
Tête en bas, les bouteilles sont plongées dans un bac de congélation à −25 °C. Un glaçon se forme ainsi, emprisonnant le dépôt qui sera expulsé. Les bouteilles sont ensuite bouchées et muselées.

#### Habillage
Les éléments d’habillage :
- coiffe ;
- collerette ;
- médaillon (éventuel) ;
- étiquette ;
- contre-étiquette.

Le capsulateur pose la coiffe et la sertit. Puis l’étiquette, la contre étiquette (au dos de la bouteille), la collerette (autour du goulot) et, éventuellement, une médaille habillent successivement les bouteilles.
Elles sont ensuite marquées du numéro de lot pour une plus grande traçabilité et mises en cartons. Les bouteilles sont prêtes à être expédiées et enfin dégustées.

## Type de vins et gastronomie
Le crémant de Bourgogne se décline en quatre couleurs :
- le crémant de Bourgogne blanc est issu d'un assemblage des différents cépages autorisés, dont aucun ne prédomine vraiment, mais qui doit compter un minimum de 30 % de Pinot Noir et/ou de Chardonnay. Bien équilibré, avec des arômes complexes, il est le complice de toutes les occasions.
- Le crémant de Bourgogne blanc de blancs est élaboré à partir de cépages blancs uniquement, principalement le Chardonnay. Sa fraîcheur et sa vivacité en font le compagnon idéal de l'apéritif ou accompagne certains poissons et entremets.
- Le crémant de Bourgogne blanc de noirs élaboré à partir du cépage Pinot Noir est plus structuré et vineux. Il se sert à l'apéritif, mais accompagne aussi idéalement tout un repas.
- Le crémant de Bourgogne rosé est composé de Pinot Noir seul ou assemblé avec un peu de Gamay. Le premier, très pâle, aux arômes légèrement minéraux est très élégant à l'apéritif. Le second, très fruité, aux arômes de baies accompagne les entrées et les grillades des belles soirées d'été. Il sera également très apprécié sur un sorbet aux fruits rouges.

## Économie
En volume, il s'agit en 2023 du quatrième vin effervescent produit en France, après le champagne, le crémant d'Alsace et le crémant de Loire.

### Structure des exploitations
Il y a en 2009, 240 producteurs de crémant de Bourgogne, regroupés autour de l'Union des Producteurs et Elaborateurs de Crémant de Bourgogne (UPECB).

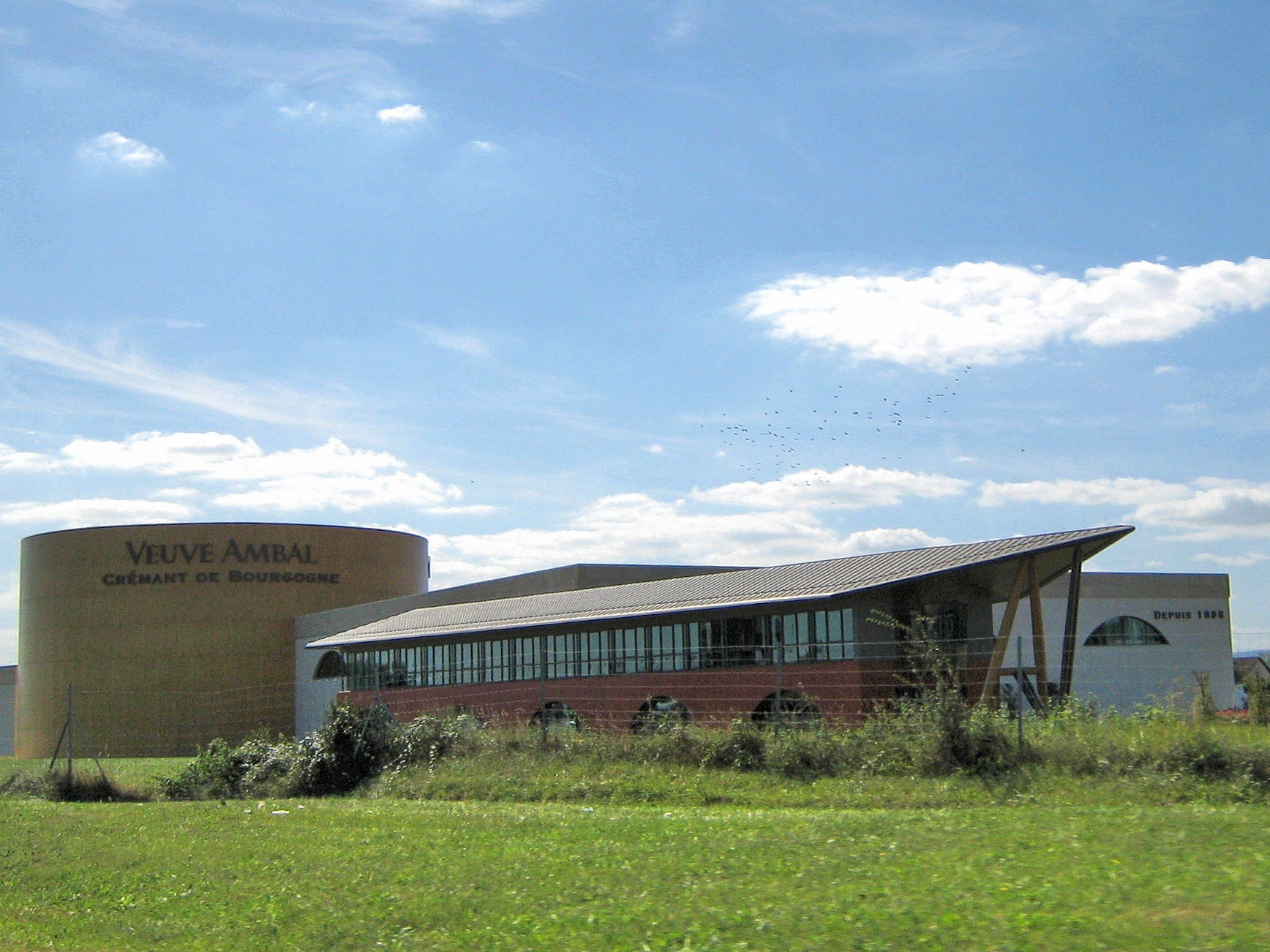
Les bâtiments de la Veuve Ambal à Montagny-lès-Beaune.

### Commercialisation
La commercialisation de cette appellation se fait par divers canaux de vente : dans les caveaux du viticulteur, dans les salons des vins (vignerons indépendants, etc.), dans les foires gastronomiques, par exportation, dans les Cafés-Hôtels-Restaurants (C.H.R), dans les grandes et moyennes surfaces (G.M.S).

### Principaux producteurs
Parmi les principaux vendeurs (producteur-élaborateur ou élaborateur-négociant) de crémant de Bourgogne figurent les entreprises suivantes :
- la Cave de Lugny[12] (premier producteur-élaborateur de crémant en Bourgogne, avec un million de bouteilles par an[13]) ;
- les caves Bailly-Lapierre à Saint-Bris-le-Vineux[14] ;
- Veuve Ambal (Montagny-lès-Beaune) ;
- la maison Louis Picamelot à Rully ;
- la maison Vitteaut-Alberti à Rully[15] ;
- Louis Bouillot à Nuits-Saint-Georges ;
- la maison André Delorme (Rully) ;
- etc.

## Œnotourisme

### Manifestations et fêtes
La fête du crémant ou Tape chaudron a lieu chaque année en Côte-d'Or, à Châtillon-sur-Seine, le 3e samedi de mars.

### Route du crémant
Au nord de la Côte-d'Or et aux limites de l'Aube, la Route du crémant permet de découvrir le vignoble châtillonnais et en apprécier des vins de producteurs tout au long des 120 km de ce circuit jalonné de 74 panneaux conformes à la charte graphique de la Route des Vins de Bourgogne : Route du Crémant en écriture blanche sur fond marron avec logo du Syndicat viticole.
Ce parcours qui emprunte les vallées de la Seine, de la Laigne et de l’Ource passe à proximité des plus grands sites historiques et archéologiques de la région : Châtillon-sur-Seine, Molesme, Vertillum, Vix, Mont Lassois ... et comporte deux musées de vignerons dédiés au crémant à Massingy et Chaumont-le-Bois.

### Musées et expositions
- L'Imaginarium à Nuits-Saint-Georges, parcours sensoriel dans l’univers des crémants de Bourgogne
- Le musée du vigneron, à Chaumont-le-Bois sur la route du Crémant dans le Châtillonnais
- L'oenoCentre Ampélopsis, à Massingy sur la route du Crémant dans le Châtillonnais